# 吉昆比縣
1°37′S 30°07′E / 1.617°S 30.117°E

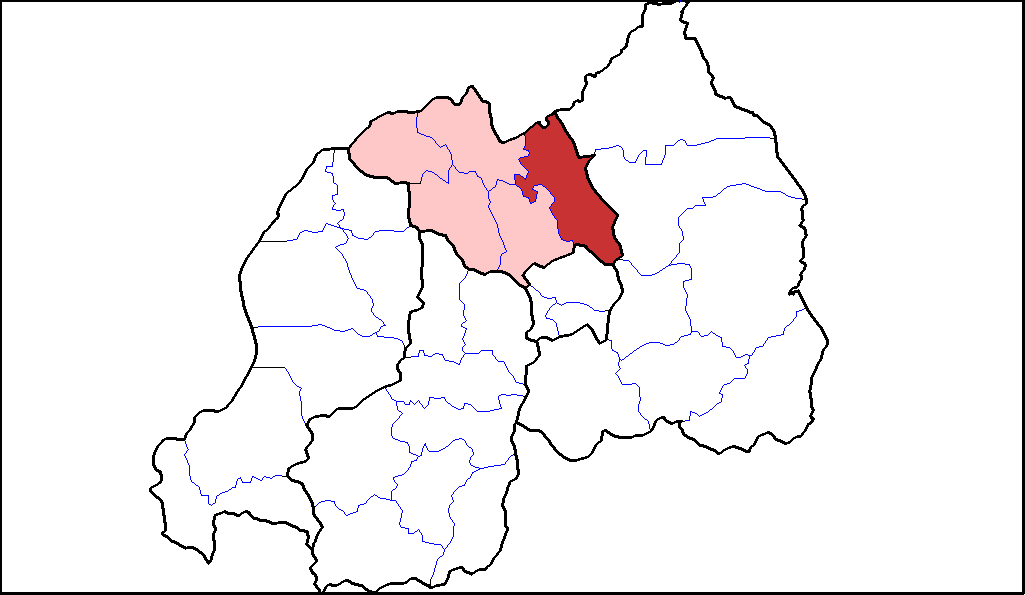

吉昆比縣（Gicumbi District），是盧旺達的縣份，位於該國北部，由北部省負責管轄，首府設於比溫巴，面積829平方公里，2012年人口395,606，人口密度每平方公里480人。